# Kisnána
Kisnána là một thị trấn thuộc hạt Heves, Hungary. Thị trấn này có diện tích 22,6 km², dân số năm 2010 là 1000 người, mật độ 44 người/km².